# Талдом
Та́лдом — город в Московской области, административный центр Талдомского городского округа Московской области. Население — 16 940 чел. (2024).
Город расположен в 110 км к северу от Москвы (90 км от МКАД), железнодорожная станция Талдом-Савёловский на линии Москва — Савёлово. Через город проходит автомобильная дорога Р112.

## Этимология
Точное происхождение названия города не установлено. Распространена гипотеза о финно-угорском происхождении названия; в финно-угорских языках имеется ряд слов с корнем «тал» (тало — дом, талоус — «хозяйство», и др.).
На старых картах, в частности на карте из Атласа «Географическое описание реки Волги от Твери до Дмитриевска для путешествия Ея Императорскаго Величества по оной реке», составленным И. И. Стафенгагеном в 1767 году есть вариант написания Талдома. Oma на карельском и вепсском языках обозначает «край», «земля».
В рассказе «Башмаки» (про село Талдом) М. М. Пришвин ссылается на версии талдомского священника начала XX века М. Крестникова. Согласно одной из них: «талдом — слово татарское и значит стоянка», другой: «талдом — финское и означает жёлтая земля». По простонародной версии: «талдом — стал (новый) дом».

## История

### Талдом в XVII—XIX веках

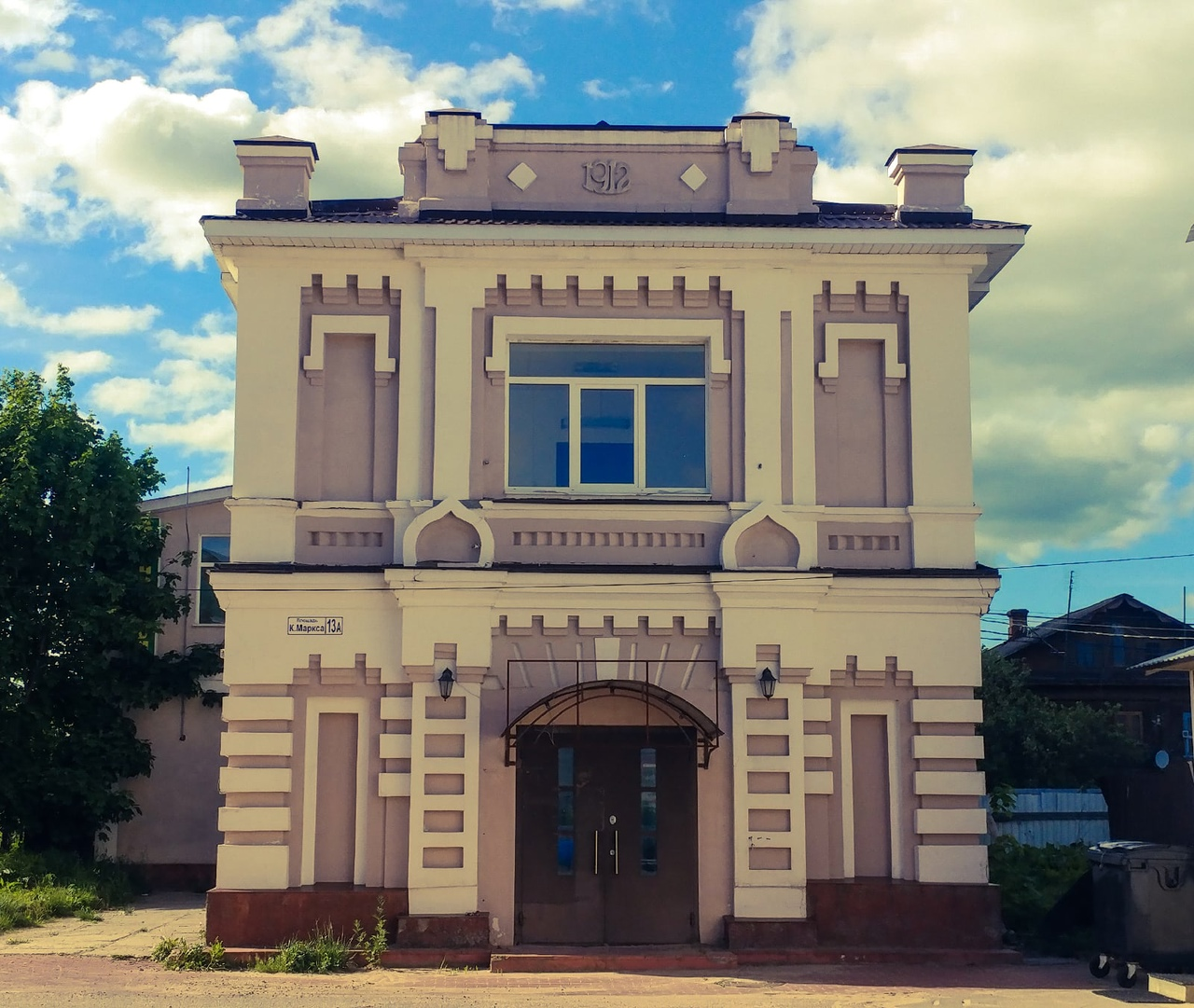
Дом купца Смирнова в Талдоме

Впервые упоминается в письменных источниках в 1677 году как деревня Талдом в семь дворов с 38 душами мужского пола, принадлежавшая архиепископу Тверскому и Кашинскому Симеону. Из-за малоземелья местные жители занимались преимущественно скорняжным и кожевенным ремеслом.

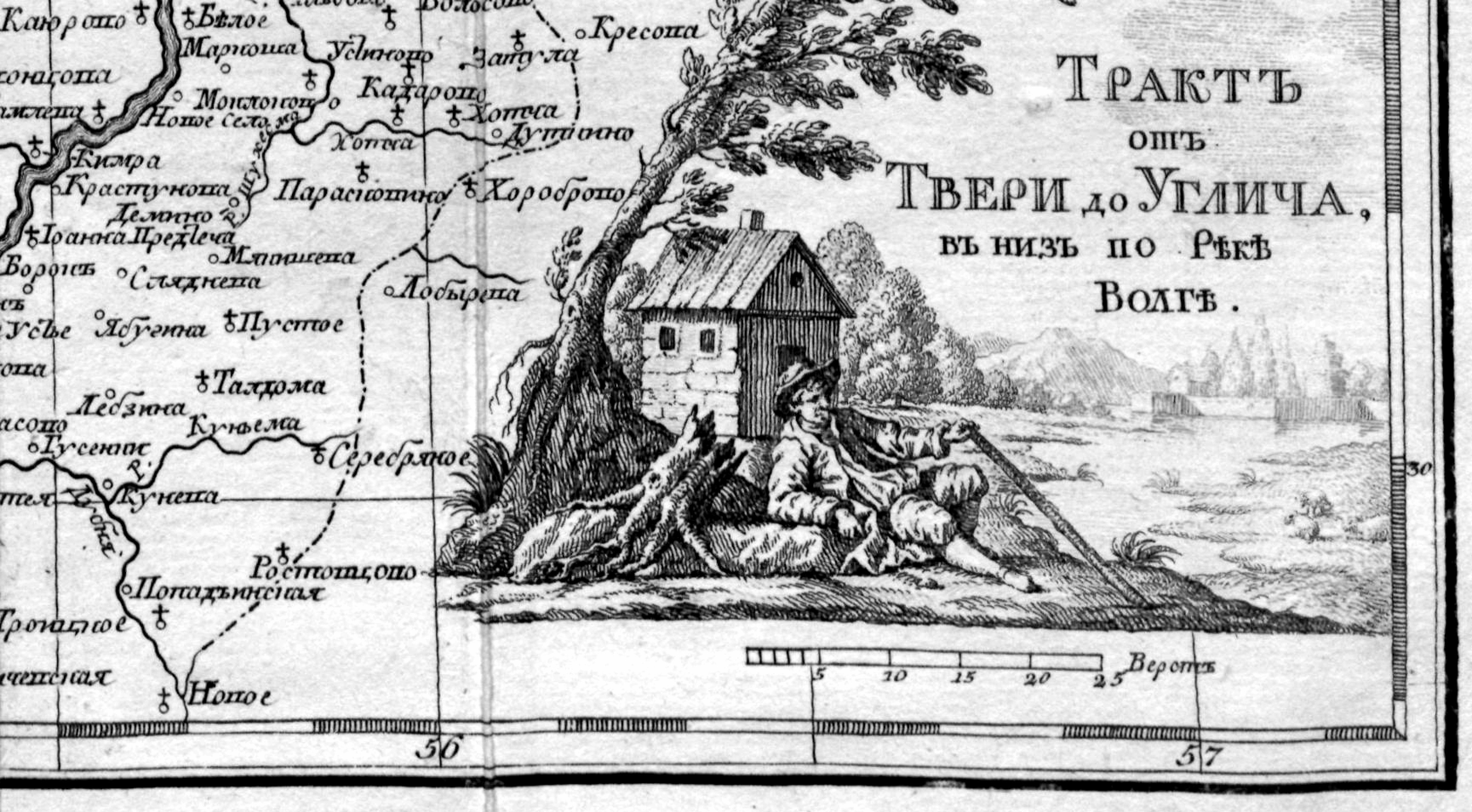
Село Талдома на карте из Атласа «Географическое описание реки Волги от Твери до Дмитриевска для путешествия Ея Императорскаго Величества по оной реке», составленным И. И. Стафенгагеном в 1767 году

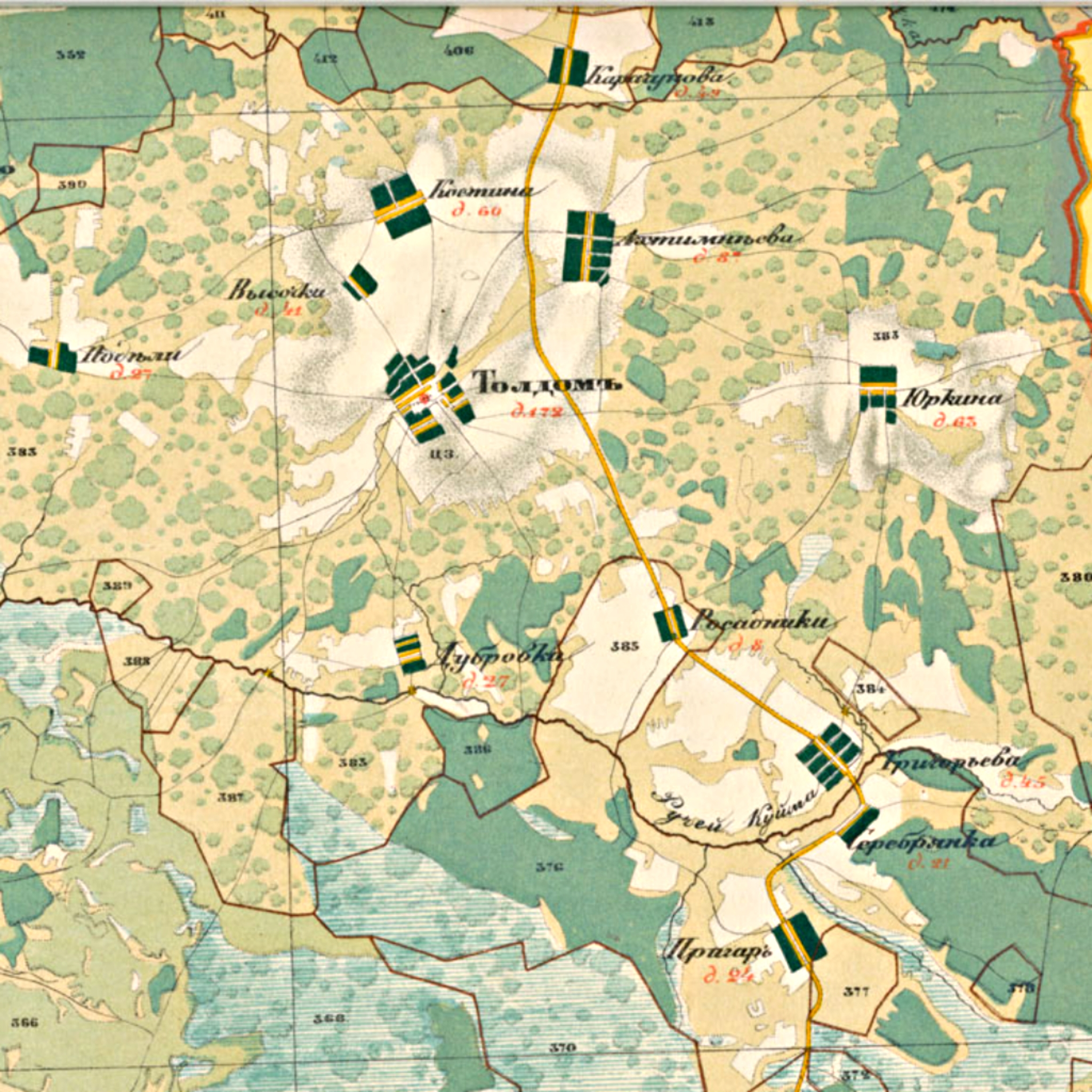
Талдом (Толдом) и окрестности на двухверстной Топографической межевой карте Тверской губернии 1853 года, составленной А. И. Менде

Талдом и окрестности на военной карте Luftwaffe из сборника «Osteuropa» (лист «Z 57 Dmitrow»), 1943 год

До середины XVII века Талдом входил в состав Кимрской дворцовой волости Кашинского уезда, после ликвидации волости — в Белгородский стан Кашинского уезда; вместе с Кашинским уездом в начале XVIII века вошёл в состав Углической провинции. Предположительно в начале XVIII века (не позднее 1717 года) деревня Талдом стала селом. В ходе секуляризационной реформы 1764 года талдомское имение архиепископа Тверского и Кашинского перешло в ведение Коллегии экономии в качестве экономической волости с центром в селе Талдом. Переход Талдома в разряд «экономических поселений» способствовал развитию в Талдоме и волости ремёсел и отхожих промыслов, в частности — сапожно-башмачного. После городской реформы 1785 года в числе других правобережных кашинских земель Талдом, как и вся Талдомская волость, вошёл в новосозданный Калязинский уезд Тверской губернии.
Одним из главных занятий жителей Талдома в XVIII—XIX веках было изготовление обуви. В XVIII веке здесь производили в основном «кирпичи» — мужскую обувь, в которой между подошвой и стелькой прокладывался слой глины. Затем производство обуви усовершенствовалось (производство осташевского типа обуви или «осташей»), к середине XIX века талдомскими обувщиками изготавливалась плисовая и бархатная обувь на меху. После отмены крепостного права приток рабочей силы и рост спроса на обувь ещё больше способствовали развитию башмачного промысла в Талдомской округе. Талдом становится центром обувной торговли. Если в начале XIX века в Талдоме ярмарки проводились 2 раза в год, то к концу же XIX века эти ярмарки превращаются в регулярные еженедельные торги, привлекавшие многочисленных скупщиков обуви со всей России. Торговля проводилась в палатках возле Михайловской церкви на Торговой площади (ныне площадь Карла Маркса).
Усилиями группы купцов Талдома в 1901 году железная дорога Москва — Савёлово была проведена не в стороне от села, как изначально планировалось, а непосредственно через село, что придало дополнительный импульс обувному производству и торговле в Талдоме. В 1907 году вывоз кожаной обуви только железной дорогой со станции Талдом составил 31000 пудов или 350000 пар. Кроме обувного производства были развиты портновский, скорняжный и валяльный промыслы, заготовка леса на дрова и на лесоматериал. В Талдоме и округе действовало 180 обувных мастерских, 5 оптовых обувных складов, маслобойный завод, паровая мельница, 2 лесопильных завода, 4 кирпичных завода, колодочная фабрика (с 1910 года). В Талдоме на тот момент существовали почто-телеграфная контора (в 1912 году получила собственное здание), публичная бесплатная библиотека (с 1896 года), бесплатная для талдомчан земская больница с хирургическо-терапевтическим и инфекционным корпусами, с амбулаторией и служебными квартирами для медперсонала (по состоянию на 1906 год), сеть фельдшерско-акушерских пунктов в деревнях округи, 2 земских и 1 церковно-приходская школы, а с 1906 и двухкомплектное министерское училище, детский приют на 21 ребёнка, пожарная дружина с пожарным обозом в 4 хода и кирпичной каланчой, постоялый двор, трактир, 12 чайных, 4 пивных заведения и 1 казённая винная лавка. В 1907 году было организовано уличное освещение. В 1916 году в Талдоме на кооперативных началах открыт кинематограф. Кооперативное движение в 1910-х годах получило широкое распространение в талдомской округе — к 1917 году действовали 29 кооперативов. Большинство этих кооперативных организаций входило в Дмитровский союз кооперативов. В 1916 году только талдомское отделение дмитровского союза кооперативов реализовало талдомской обуви на 2 миллиона рублей.
В конце XIX — начале XX века частными лицами и сельским обществом в селе был построен ряд каменных зданий — как торговых заведений, так и жилых домов (в одном из последних, принадлежавшем купцу Волкову, ныне размещён историко-литературный музей). При финансовом содействии крупных торговцев обувью Талдомским сельским обществом была вымощена булыжником Торговая площадь (ныне площадь Карла Маркса), открыто кирпичное пожарное депо с каланчой, использовавшееся по прямому назначению до конца 1970-х годов. В двух других купеческих домах, реквизированных в 1918 году, и сейчас размещается районная администрация.

### Талдом в XX веке
После октября 1917 года на полученные от «чрезвычайного единовременного налога на имущих» в 2 млн руб. в марте 1918 «для нужд ИКа» был закуплен первый в Талдоме легковой автомобиль (сдан в утиль летом 1918). Из тех же средств в марте 1918 начато и строительство городской электростанции (начала работать в 1923 году), в конце апреля закуплено типографское оборудование и в «арендованном за 600 руб. в месяц 3-этажном каменном здании мастерской Клычковой» были организованы типография, переплётная мастерская и книжный магазин. Уже 1 мая 1918 вышел в свет отпечатанный в этой типографии первый номер газеты «Крестьянин и рабочий».
Решением президиума Тверского губисполкома от 3 декабря 1918 года село Талдом переименовано в город Ле́нинск, а Талдомская волость в Ленинскую. В ответ на «ходатайства населения» прилегающих к Ленинску и экономически с ним связанных производством обуви волостей Тверской, Московской и Владимирской губерний 15 августа 1921 года постановлением ВЦИКа образован новый Ленинский уезд в составе Московской губернии с центром в Ленинске.
В годы гражданской войны и военного коммунизма башмачный промысел жителей Талдома резко сократился. Лишь в годы НЭПа кустарное башмачное производство стало оживать, однако былого размаха оно не достигло. По мере сворачивания НЭПа башмачный промысел сокращается вновь и к середине 1930-х годов исчезает полностью и уже окончательно. В 1923 году была осуществлена электрификация города.
В 1929—1930 годы, в период окружного административного деления, Ленинск относился к Кимрскому округу Московской области.
В ноябре 1930 года, после очередного переустройства административного деления, в Московской области появилось два района с названием Ленинский, и Ленинск (Талдом) был переименован в Собцовск, в честь местного «экспроприатора экспроприаторов» Н. М. Собцова, убитого в мае 1918 в ходе антибольшевистского голодного бунта в Талдоме. Однако название Собцовск продержалось менее полугода — оно не было утверждено центральными органами власти из-за сомнительности большевизма Собцова. В марте 1931 года городу вернули историческое название Талдом; район соответственно стал тогда же называться Талдомским. В память о Собцове бывшая Московская улица называется улицей Собцова.
В 1962 году Талдомский район был сокращён и слит с Дмитровским, но в 1965 году полностью восстановлен как самостоятельный район.

### Талдом в XXI веке
В первой половине 2010-х годов в сквере у кинотеатра «Родина» на улице Победы, 35, установили скульптурную композицию «Аисты», на постаменте которой стоят бронзовые сапоги.
В российское время площади Талдомской обувной фабрики на Юркинском шоссе, 3, стали арендовать под обувную фабрику Ralf Ringer. По данным на 2023 год, она находится на грани банкротства. Сама Талдомская фабрика в справочниках указывается как закрытая.
В 2024 году началось благоустройство площади Карла Маркса со строительством фонтана, в 2025 году оно продолжится. Также в 2025 году предполагается обустройство сквера рядом с Талдомским
домом культуры.

## Население
| 1859    | 1888    | 1897    | 1920    | 1926    | 1931    | 1939    |
| ------- | ------- | ------- | ------- | ------- | ------- | ------- |
| 1134    | ↘958    | ↗1200   | ↗2601   | ↗5982   | ↗8000   | ↗9910   |
| 1959    | 1970    | 1979    | 1989    | 1992    | 1996    | 1998    |
| ↗10 368 | ↗11 876 | ↗13 086 | ↗14 410 | ↗14 600 | ↘14 300 | →14 300 |
| 2001    | 2002    | 2003    | 2005    | 2006    | 2007    | 2009    |
| ↘14 000 | ↘13 334 | ↘13 300 | ↘13 100 | ↗13 500 | ↘12 800 | ↘12 482 |
| 2010    | 2011    | 2012    | 2013    | 2014    | 2015    | 2016    |
| ↗13 819 | ↘13 800 | ↘13 607 | ↘13 521 | ↘13 325 | ↘13 258 | ↘13 099 |
| 2017    | 2018    | 2019    | 2020    | 2021    | 2023    | 2024    |
| ↘12 958 | ↘12 777 | ↘12 652 | ↘12 596 | ↗17 317 | ↘17 099 | ↘16 940 |

На 1 января 2025 года по численности населения город находился на 724-м месте из 1124 городов Российской Федерации.

## Экономика
Основные предприятия города: радиоцентр «Талдом» (в посёлке Северный), заводы: технологического оборудования (в Талдоме), металлоконструкций (кровля и сэндвич-панели).

## Транспорт
Автобусы Талдома и Талдомского района:
- 1 Юбилейный — Хлебокомбинат
- 2 а/с Талдом — Юбилейный
- 3 ст. Вербилки — ул. Жуковского
- 20 Талдом — Вотря — платф. Запрудня
- 21 Талдом — Юдино — Запрудня (ЗЭЛТА)
- 22 Талдом — ст. Вербилки
- 23 Талдом — Воргаш — С/т «Истоки»
- 24 Талдом — Дубна
- 25 Талдом — Северный (з-д Промсвязь)
- 26 Талдом — Ермолино
- 27 Талдом — Спас-Угол
- 28 Талдом — Полутьево
- 29 Талдом — Остров
- 30 Дмитров — Запрудня
- 31 Талдом — Маклаково
- 33 Талдом — Веретьево
- 33к Талдом — Стариково
- 34 Талдом — Никитское
- 37 Нушполы — Запрудня
- 40 ст. Власово — с/т Маяк
- 41 ст. Власово — с/т Океан
- 42 ст. Власово — с/т Слава
- 43 ст. Власово — с/т Мирный-2
- 44 ст. Власово — Попадьино
- 55 Дмитров — Дубна (Университет)
- 56 Талдом — Дмитров
- 129 Талдом — Кимры
- 159 Талдом — Сергиев Посад
- 310 Талдом — Москва (м. «Алтуфьево»)

Электрички
- Москва-Савёловская — Талдом
- Москва-Савёловская — Савёлово

## Радиовещание

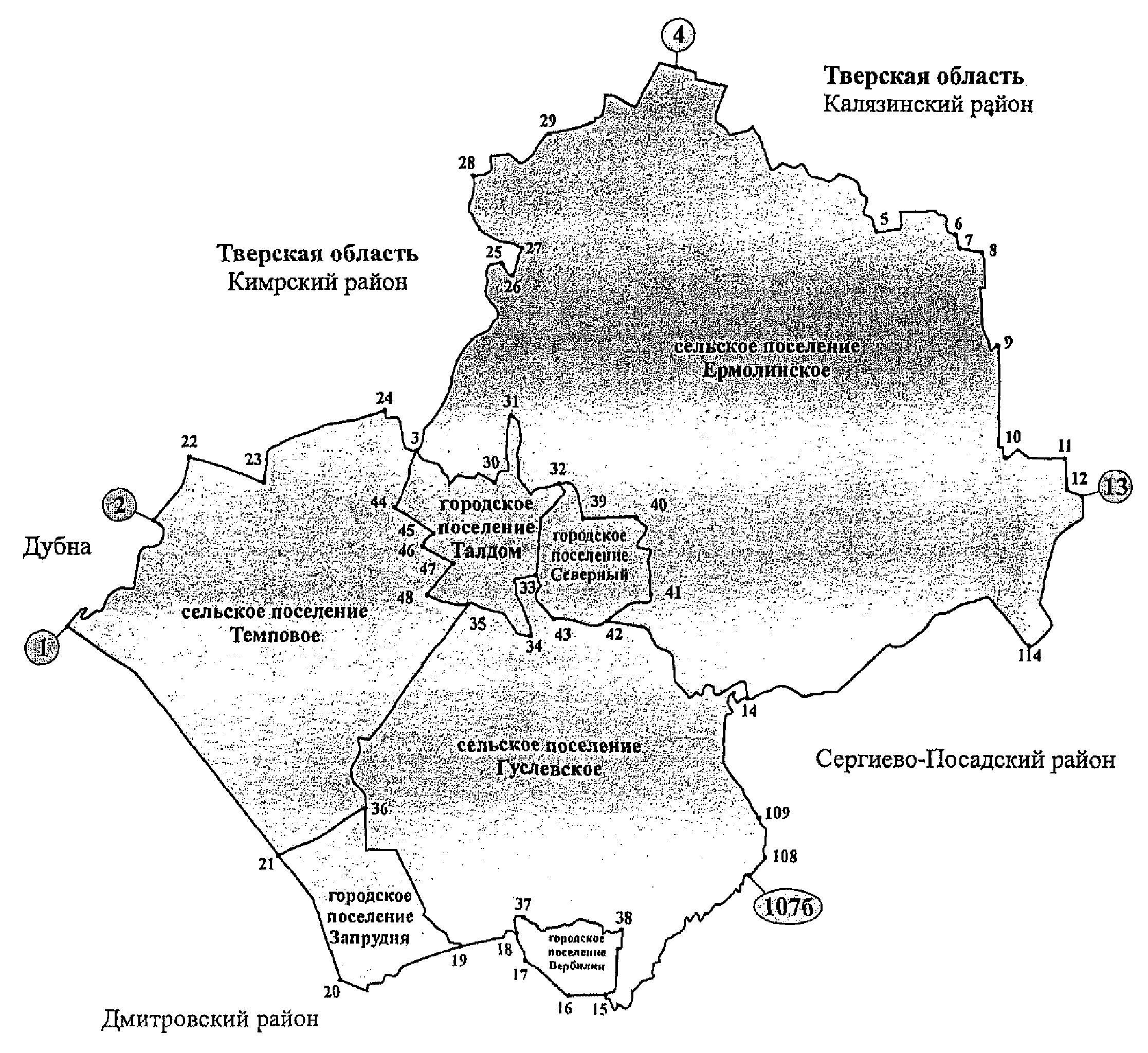
Талдом на карте Талдомского района. Карта 2005 года, до разделения Ермолинского поселения

Поблизости от города, в посёлке Северный расположен мощный радиопередающий центр «Талдом» для длинноволнового и коротковолнового диапазона радиочастот. Также есть несколько радиостанций FM-диапазона:
- 87,7 — «Новое радио»
- 88,8 — «Радио 1»
- 91,0 — «Радио Родных Дорог» / «Радио 1»
- 92,2 — «Ретро FM»
- 92,6 — «Авторадио»
- 96,2 — «Дорожное радио»
- 96,6 — «Радио России»
- 99,0 — «Юмор FM»
- 100,2 — (Молчит) «Радио России»
- 102,4 — «Радио ENERGY»
- 106,8 — «Радио Sputnik»

С 2008 года радиопередающий центр также транслирует радиопозывной эталонного сигнала времени «Москва» RWM.

## Культура и достопримечательности

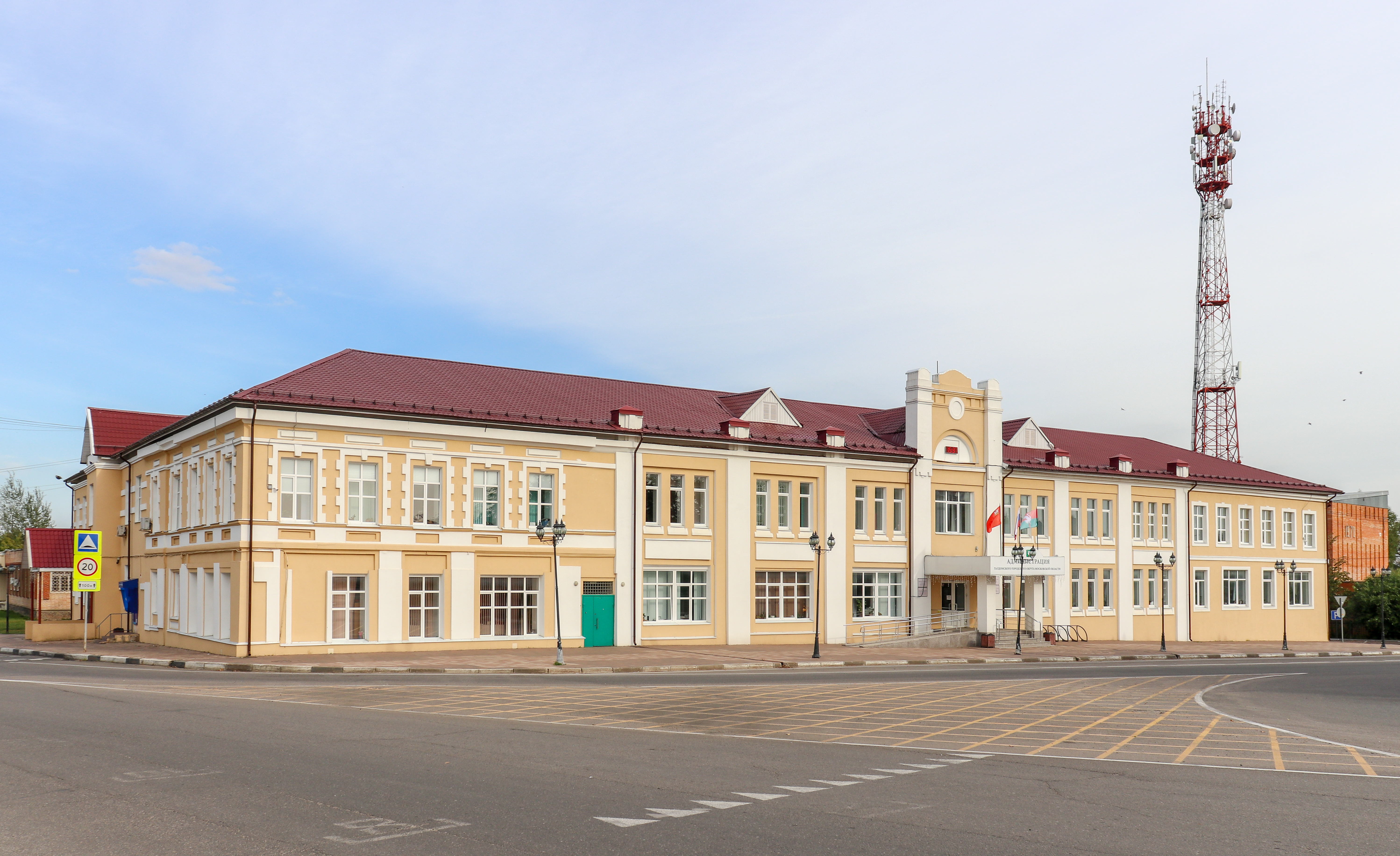
Здание администрации в Талдоме

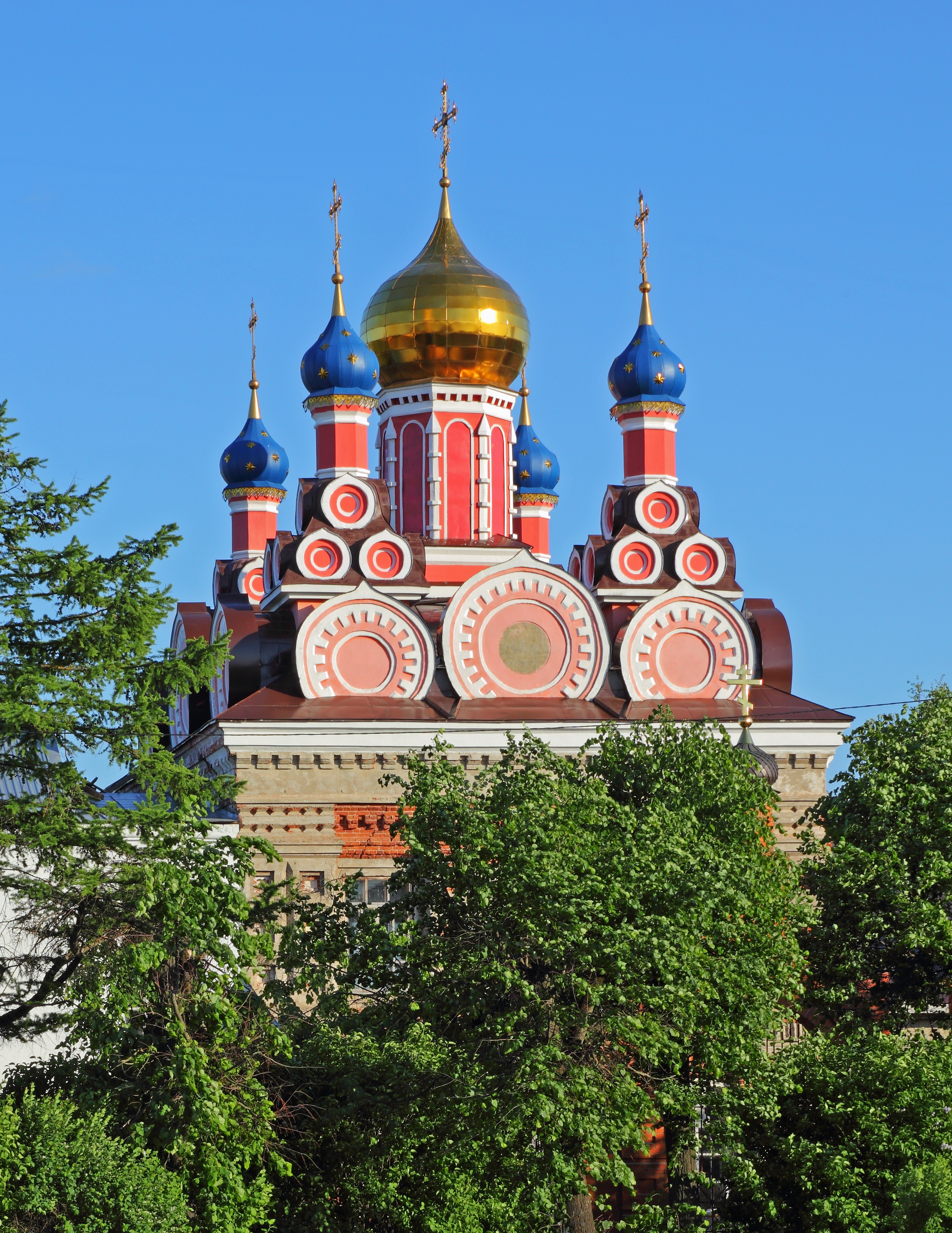
Храм Архангела Михаила (Талдом)

В Талдоме имеется историко-литературный музей (основан в 1920 году как краеведческий), где собраны данные об истории города, фотографии, книги, автографы и предметы, принадлежащие писателям — уроженцам Талдомской земли, а также тех, которые жили здесь или просто приезжали. Среди них М. Е. Салтыков-Щедрин, Л. Н. Зилов, С. А. Клычков, М. М. Пришвин, С. А. Есенин, В. Н. Ажаев, П. В. Слётов и другие. Музей расположен в доме купца первой гильдии Д. И. Волкова. Дом является первым каменным домом в Талдоме и был построен в конце XIX века в стиле ар-нуво с балконами и потолками конструкции Монье. В музее сохранилась планировка, двери, печи, лепнина и паркет.

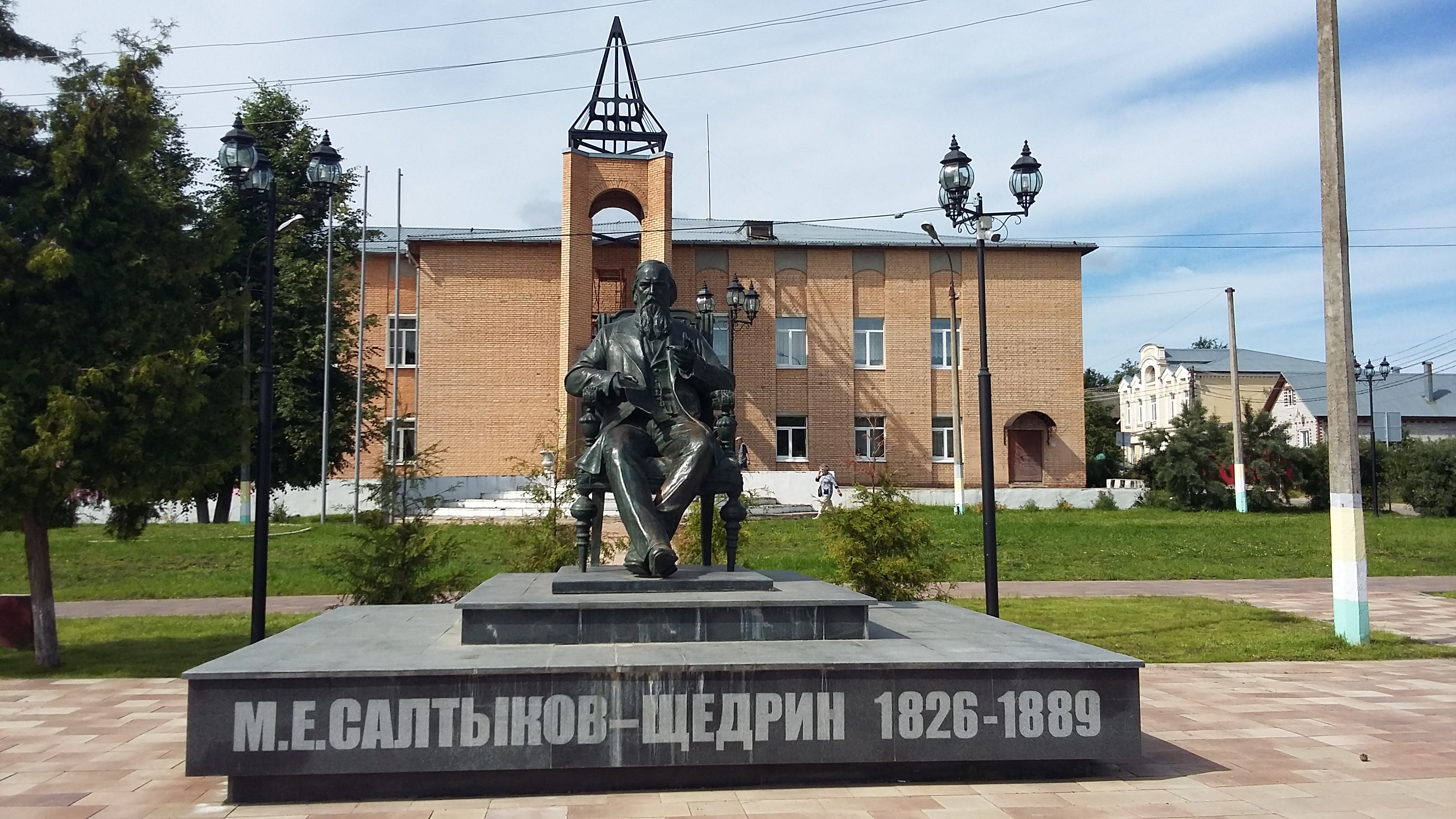
Памятник М. Е. Салтыкову-Щедрину

В центре города расположен Храм Архангела Михаила. Храм начал строиться в 1795 году, а освящён был только в 1808 году. В 1870-х годах в храме был установлен фаянсово-эмалевый иконостас, фрагменты которого сегодня можно увидеть в Талдомском музее. В конце XIX века храм был частично перестроен. Проект перестройки храма в русском стиле можно увидеть в музее. В советское время храм был закрыт, сильно перестроен, в нём располагалась обувная фабрика. Сегодня храм восстанавливается.
Талдомская районная библиотека занимает дом купца Ф. К. Киселёва. Дом, построенный в 1907 году, имеет сложную кирпичную кладку, витиеватые узоры на окнах и дверях, а крышу венчают кокошники в русском стиле и является архитектурным памятником местного значения.
В центре, вокруг Торговой площади, расположены купеческие дома, принадлежащие различным семьям: Машатиным, Клычковым, Черновым, Воронцовым, Смирновым, Харитоновым и другим.
Ещё в 2012 году имелись руины одной из архитектурных доминант старого Талдома — пожарной каланчи. В 2013 году эти руины были полностью разобраны, залит новый бетонный фундамент, на котором с частичным использованием старого кирпича воспроизведено здание каланчи и прилегающей купеческой лавки.
Расположенные рядом собор Михаила Архангела с колокольней, пожарное депо с каланчой и дом Чернова образовывали в своё время единый архитектурный ансамбль.
Помимо православного собора Михаила Архангела, в Талдоме есть церковь евангельских христиан-баптистов.
Близ Талдома находится старинное село Спас-Угол, имение М. Е. Салтыкова-Щедрина. В 2016 году в городе ему был открыт памятник.